# Katzhütte
Katzhütte est une municipalité allemande du land de Thuringe, dans l’arrondissement de Saalfeld-Rudolstadt, au centre de l’Allemagne.